# Hessange
Hessange est un village et une ancienne commune du département de la Moselle en Lorraine rattachée à Vigy en 1810.

## Géographie
Situé au nord de Vigy.

## Toponymie
- Anciens noms[1]: Essingen (1169), Haisange (1315), Haissanges (1444), Hessenges (1493), Hessingen (1544), Hessange (1793).
- Hessingen en allemand[1]. Hesséngen en francique lorrain[2].

## Histoire
- Ancienne Seigneurie et justice.
- Était annexe mixte des paroisses de Bettelainville et de Vigy.
- Chef-lieu communal de 1790 jusqu'au 9 février 1810.

## Démographie
| 1793 | 1800 | 1806 |
| ---- | ---- | ---- |
| 100  | 112  | 108  |

## Lieux et monuments
- Château d’Hessange, où se tient le centre aéré chaque année[4]
- Chapelle Saint-Gal.
- Nécropole romaine.